# 瑪麗埃塔 (內華達州)
瑪麗埃塔（英語：Marietta）是位於美國內華達州米納勒爾縣的鬼鎮。

## 歷史
瑪麗埃塔的郵局於1877年設立，其後於1881年停運。

## 地理
瑪麗埃塔所處的海拔為高於海平面1506米（即4940英呎），而該地所採用的時區為UTC-8，即太平洋时区（PST）。同時該地設有夏令時間，為UTC-8調快一小時，即UTC-7（PDT）。